# ハートプリー大学RFC
ハートプリー大学RFC（英: Hartpury University R.F.C.）は、イングランドのグロスタシャー・ハートプリーに本拠地を置くラグビーユニオンクラブである。スタジアムはアルパスアリーナ。RFUチャンピオンシップ（2部）に所属。

## 概要
ハートプリー大学の学生とプロ契約の選手から構成されている。

## 歴史
2004年創設。
2017年、RFUチャンピオンシップに初昇格。

## 歴代所属選手
- ロス・モリアーティ(ウェールズ代表)
- アカプシ・ンゲラ(フィジー代表)
- スティーブン・バーニー(イタリア代表)
- ダン・ノートン(7人制イングランド代表)
- ジョシュ・フェナー
- サム・ジェフリーズ